# Бајракли џамија у Пећи
Бајракли џамија у Пећи, на Косову и Метохији, подигнута је у другој половини 15. века и представља непокретно културно добро као споменик културе од изузетног значаја. Налази се у склопу старе градске чаршије. Тачно време градње није познато, али се претпоставља да је саграђена још у првим деценијама турске окупације. Назива се главном џамијом у граду, пошто истицањем барјака на минарету одређује време другим џамијама за почетак молитве.

## Изглед
Ово је монументално здање са осмостраним кубетом, пречника 11,65 m, ослоњеним на пандантифе изнад централног простора. Врх калоте је на висини од 13,5 m од пода. Испред улаза у главни простор је високи отворени трем са трима куполама ослоњеним на бочне зидове и четири стуба премошћена луковима. Високо и витко полигонално минаре је прислоњено уз главни кубус. Високи михвил (галерија), који је изнад улаза повишен, ослоњен је на стубове са капителима и простире се целом дужином зида. Ограда је богато декорисана орнаменталном резбаријом, док су носећи лукови исликани флоралним орнаментом.
Михраб (место за предвођење молитвом) је назначен плитком нишом, док је мимбар (проповедаоница) у југоисточном делу џамије, грађен од мермера и монументалнијих димензија. Вредна пажње је чесма са уклесаним флоралним медаљоном и симболима месеца и звезде као и плочама са арапским записом.
Гробље има такође занимљиве исклесане нишане. Посебног је значаја саркофаг Хајрибега Миралаја, са рељефом хералдичког значења, флоралним орнаментом и представом оружја и предмета знамења.